# 海南大学

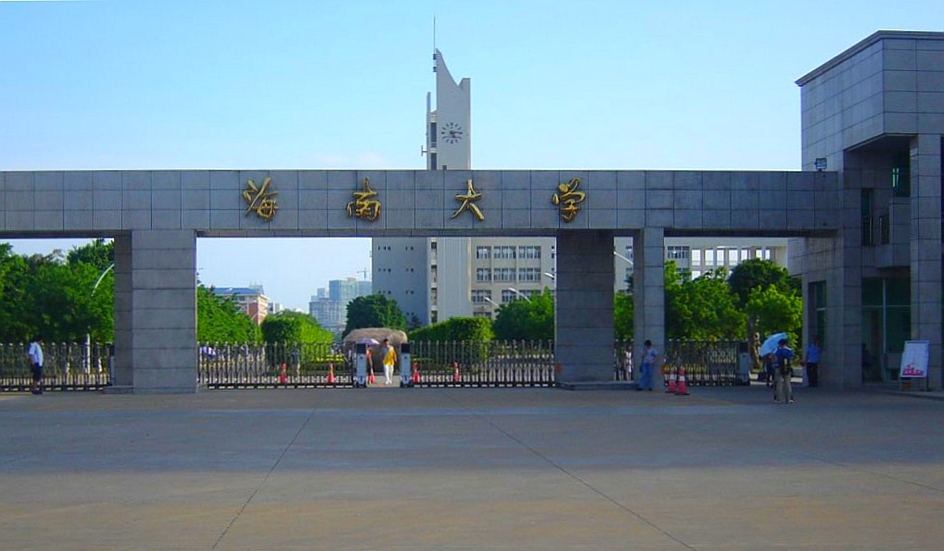
海南大学海口校区北门

海南大学，简称海大，位于中国海南省海口市，是海南省唯一一所国家“211工程”重点建设大学、国家“双一流”建设高校和“部省合建”综合性重点大学，由华南热带农业大学与原海南大學合併而成立。
海南大学是国家“211工程”重点建设大学之一，国家双一流建设一流学科建设高校，海南省人民政府与教育部、财政部共建高校，教育部和海南省人民政府部省合建高校，纳入教育部直属高校排序。是国家“卓越工程师教育培养计划”、“卓越法律人才教育培养计划”、首批“卓越农林人才教育培养计划”改革试点高校，中国政府奖学金来华留学生接收院校，教育部来华留学示范基地建设高校，国家“中西部高校基础能力建设工程”、国家“中西部高校综合实力提升工程”入选高校，“中西部“一省一校”国家重点建设大学（Z14）联盟”主要成员。

## 校史
|  |  |                 |                 |                 |                 |                   |                 |  |  | 华南特种林业研究所 (1954)                           |                                                     |                                                     |                                                     |                                                     |                                                     |  |  |                    |  |  |  |  |  |
|  |  |                 |                 |                 |                 |                   |                 |  |  |                                                     |                                                     |                                                     |                                                     |                                                     |                                                     |  |  |                    |  |  |  |  |  |
|  |  |                 |                 |                 |                 |                   |                 |  |  |                                                     |                                                     |                                                     |                                                     |                                                     |                                                     |  |  | 中国热带农业科学院 |  |  |  |  |  |
|  |  | 海南大学 (1983) | 海南大学 (1983) | 海南大学 (1983) | 海南大学 (1983) | 海南大学 (1983)   | 海南大学 (1983) |  |  | 华南热带作物学院（后更名为华南热带农业大学） (1958) | 华南热带作物学院（后更名为华南热带农业大学） (1958) | 华南热带作物学院（后更名为华南热带农业大学） (1958) | 华南热带作物学院（后更名为华南热带农业大学） (1958) | 华南热带作物学院（后更名为华南热带农业大学） (1958) | 华南热带作物学院（后更名为华南热带农业大学） (1958) |  |  |                    |  |  |  |  |  |
|  |  | 海南大学 (1983) | 海南大学 (1983) | 海南大学 (1983) | 海南大学 (1983) | 海南大学 (1983)   | 海南大学 (1983) |  |  | 华南热带作物学院（后更名为华南热带农业大学） (1958) | 华南热带作物学院（后更名为华南热带农业大学） (1958) | 华南热带作物学院（后更名为华南热带农业大学） (1958) | 华南热带作物学院（后更名为华南热带农业大学） (1958) | 华南热带作物学院（后更名为华南热带农业大学） (1958) | 华南热带作物学院（后更名为华南热带农业大学） (1958) |  |  |                    |  |  |  |  |  |
|  |  |                 |                 |                 |                 |                   |                 |  |  |                                                     |                                                     |                                                     |                                                     |                                                     |                                                     |  |  |                    |  |  |  |  |  |
|  |  |                 |                 |                 |                 |                   |                 |  |  |                                                     |                                                     |                                                     |                                                     |                                                     |                                                     |  |  |                    |  |  |  |  |  |
|  |  |                 |                 |                 |                 |                   |                 |  |  |                                                     |                                                     |                                                     |                                                     |                                                     |                                                     |  |  |                    |  |  |  |  |  |
|  |  |                 |                 |                 |                 | 新海南大学 (2007) |                 |  |  |                                                     |                                                     |                                                     |                                                     |                                                     |                                                     |  |  |                    |  |  |  |  |  |

为了打破以美国为首的外国对中华人民共和国天然橡胶的禁运，时任中国国务院总理周恩來指示，經中央政府批准，1958年在海南省儋州市创立华南热带作物学院，是一所以橡胶和热带农业为主的特色大学，后更名为华南热带农业大学（South China University of Tropical Agriculture），是当时海南岛唯一拥有国家级重点学科和博士点的中华人民共和国农业部直属重点高校。
华南热带农业大学与创建于1954年的中国热带农业科学院紧密结合，实行一套班子两块牌子的体制，并称“热作两院”，被誉为我国热带农业科教领域的“双子星”。“两院人”经过艰苦卓绝的努力，使中华人民共和国成为世界上唯一在北纬18—24°范围内大面积种植橡胶成功的国家，并由原来的植胶空白国，奇迹般地崛起为世界第五大产胶国。学校由此奠定了在橡胶和热带农业研究领域独一无二的地位，获得了包括国家发明一等奖、国家科技进步奖一等奖和国家级教学成果二等奖在内的900多项科教成果，为中国国防事业和海南经济社会发展做出了重大贡献。
1983年，原海南大学在海南省海口市海甸岛上成立，由海南师范专科学校、海南医学专科学校、海南行政区农学院（海南农业专科学校）合并组建，到合并前建起了全省规模最大、社会辐射力和影响力广泛的学科专业体系，成为海南省属综合性重点大学。
2007年8月14日，原海南大学与华南热带农业大学合并，组建而成的新海南大学成为海南省属综合性重点大学，是海南省人民政府与教育部、财政部共建高校。
2008年12月，经国家批准成为211工程重点建设高校。
2012年，跻身国家中西部高等教育振兴计划建设行列，先后获得“中西部高校基础能力建设工程”“中西部高校综合实力提升工程”等建设支持。
2017年，入选国家“世界一流学科”建设高校，作物学入选世界一流大学和一流学科建设名单,被列为海南省“国内一流大学建设”重点支持高校。
2018年，中共中央总书记、国家主席、中央军委主席习近平在庆祝海南建省办经济特区30周年大会上的讲话中提出：“要支持海南大学建设世界一流学科”，海南省政府工作报告明确提出“聚全省之力办好海南大学”，同年入选国家“部省合建”高校，纳入教育部直属高校排序。

## 校园
海南大学现有海甸校区、儋州校区、观澜湖校区（含城西教学点）、崖州湾科教园，分布在海口、三亚、儋州等地，校园占地面积6011亩。

## 学校标识

### 校名
海南大学校名是由原中共中央总书记胡耀邦在1984年视察海南大学时亲笔为学校题写。

### 校训
海纳百川，大道致远

## 院系设置
海南大学现有30个学院、16个书院。：

### 学院设置
1. 人文学院
2. 国际商学院
3. 法学院
4. 马克思主义学院
5. 体育学院
6. 外国语学院
7. 国际传播与艺术学院（国际数字影视学院）
8. 数学与统计学院
9. 物理与光电工程学院
10. 化学化工学院
11. 海洋科学与工程学院
12. 生命健康学院
13. 生态学院
14. 机电工程学院
15. 材料科学与工程学院
16. 生物医学工程学院
17. 电子科学与技术学院
18. 南繁学院（三亚南繁研究院）
19. 海洋生物与水产学院
20. 信息与通信工程学院
21. 计算机科学与技术学院
22. 食品科学与工程学院
23. 土木建筑工程学院
24. 网络空间安全学院（密码学院）
25. 环境科学与工程学院
26. 热带农林学院（农业农村学院、乡村振兴学院）
27. 药学院
28. 国际旅游与公共管理学院
29. 海南大学亚利桑那州立大学国际学院
30. 纪检监察学院

## 学科建设
海南大学学科涵盖哲学、经济学、法学、文学、理学、工学、农学、医学、管理学、艺术学、交叉学科等11大学科门类。

学校拥有1个“世界一流学科”建设学科，作物学连续两轮入选世界一流学科建设名单，9个学科进入ESI全球前1%。

现有76个本科专业、37个一级学科硕士学位授权点、28个硕士专业学位授权点、16个一级学科博士学位授权点和2个博士专业学位授权点、10个博士后科研流动站，拥有国家级一流本科专业建设点45个。

### ESI全球前1%学科
植物学和动物学、材料科学、化学、农业科学、工程学、环境科学/生态学、生物学和生物化学、一般社会科学、计算机科学。

### 世界一流学科
作物学

### 国家重点学科
作物遗传育种、植物学、作物栽培学与耕作学。

### 农业部重点学科
作物遗传育种、农产品加工及贮藏工程。

### 海南省一级学科重点学科
化学工程与技术、法学、作物学、马克思主义理论。

### 海南省一级学科重点（培育）学科
应用经济学 、植物保护 、园艺学 、中国语言文学。

### 海南省二级学科重点学科
水产养殖、材料物理与化学、旅游和管理、生物化学与分子生物学、通信与信息系统、农业经济管理。

## 科学研究
学校拥有2个国家重点实验室（含1个培育基地），3个全国重点实验室，17个省部级重点实验室，3个省部级协同创新中心，2个教育部国别和区域研究中心，14个省部级工程研究中心，14个省级院士工作站，11个省级人文哲学社会科学重点研究基地。

### 国家重点实验室
1. 南海海洋资源利用国家重点实验室
2. 海南省热带生物资源可持续利用重点实验室-省部共建国家重点实验室培育基地
3. 热带作物学国家重点实验室（筹）[5]

### 全国重点实验室
1. 热带海洋工程材料及评价全国重点实验室
2. 热带作物生物育种全国重点实验室
3. 数字医学工程全国重点实验室

### 教育部重点实验室
1. 热带生物资源教育部重点实验室
2. 热带岛屿资源先进材料教育部重点实验室
3. 热带农林生物灾害绿色防控教育部重点实验室
4. 热带特色林木花卉遗传与种质创新教育部重点实验室

### 教育部工程研究中心
1. 热带作物新品种选育教育部工程研究中心
2. 热带多糖资源利用教育部工程研究中心

### 教育部国别和区域研究中心
1. 南海区域研究中心
2. 澜湄次区域研究中心
3. 巴基斯坦研究中心

### 学术期刊
1. 热带生物学报
2. 海南大学学报-自然科学版
3. 海南大学学报-人文社会科学版

## 师资力量
专任教师3100多人，其中中国科学院院士1人，日本工程院外籍院士1人，国家级教学名师4人，长江学者、杰青、国家高层次人才特殊支持计划领军人才等国家级人才近40人。

### 院士

#### 两院院士
黄宗道（已故）、骆清铭

#### 日本工程院院士
董勤喜（外籍院士）

### 长江学者
骆清铭、叶德、罗素兰、叶光亮（青年）

### 国家杰出青年科学基金获得者
骆清铭、 罗杰、蔡庆宇、唐朝荣

### 国家“万人计划”领军人才
李海燕、罗素兰、王崇敏、罗杰、谢永康、缪卫国

### 中科院“百人计划”人选
张友良、何朝族、高艳安

## 国际交流与合作
学校实施开放办学战略，构建了“全方位、多层次、宽领域”的对外交流与合作新格局，已达成合作的境外院校、国际科研机构和高校联盟184所（个），分别来自37个国家和地区包括马来西亚拉曼大学，美国亚利桑那州立大学和爱尔兰都柏林理工大学。学校入选教育部第二批来华留学示范基地，已建成了国际学生教育“学士-硕士-博士”完整的培养体系。
合作列表：
- 2015年与爱尔兰都柏林理工大学合作举办会展经济与管理专业本科教育项目。
- 2017年与美国亚利桑那州立大学合作设立“海南大学亚利桑那州立大学联合国际旅游学院”。

## 附属机构
- 海南大学医院
- 海南大学附属幼儿园
- 海南大学国际学术交流中心

## 杰出校友
- 曾毓庄（1938－  ）
- 符气浩（1941－  ）
- 吕飞杰（1943－  ）
- 郑小波（1957－  ）
- 陈章良（1961－）
- 郭帆（1980－）

## 圖像

校園
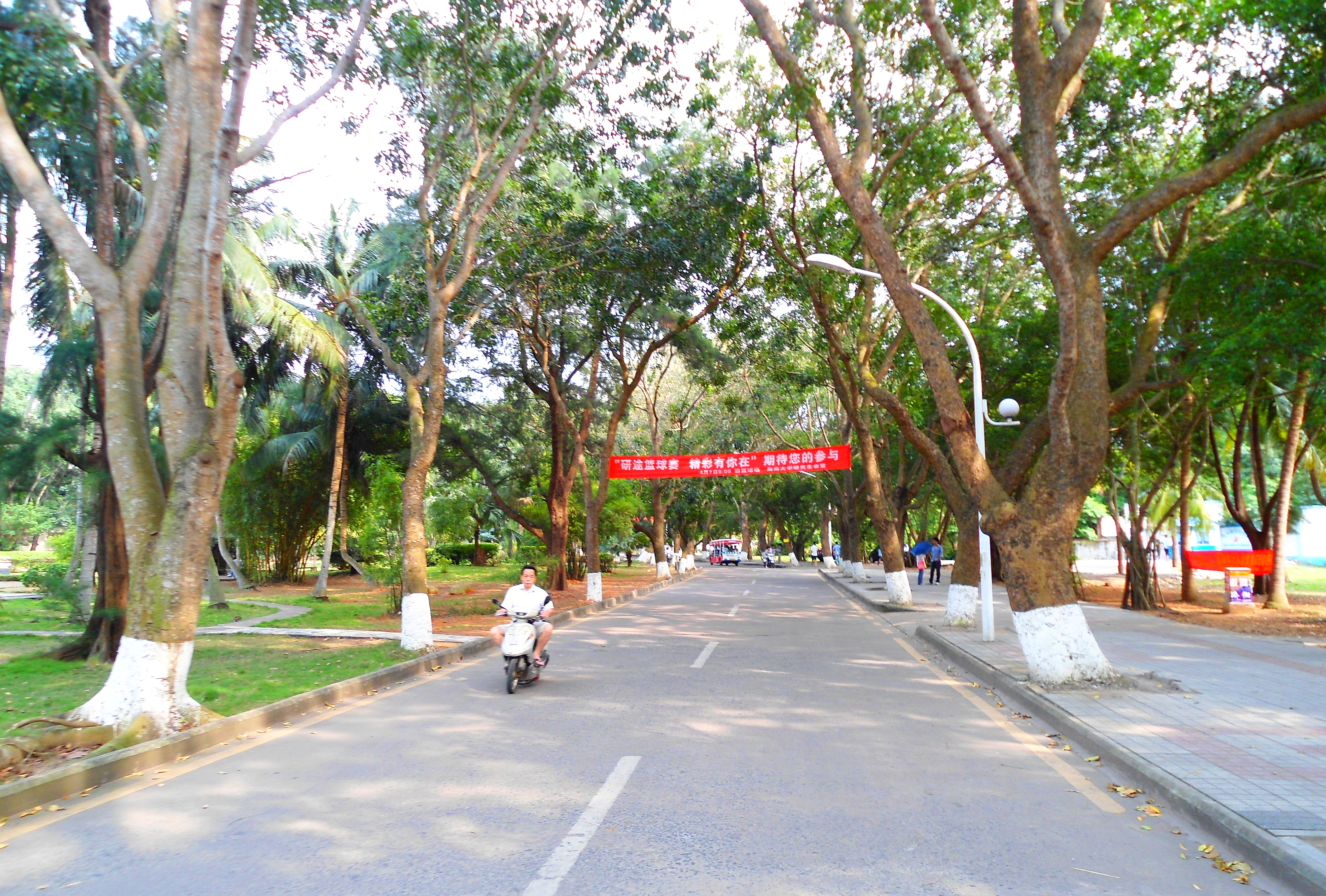
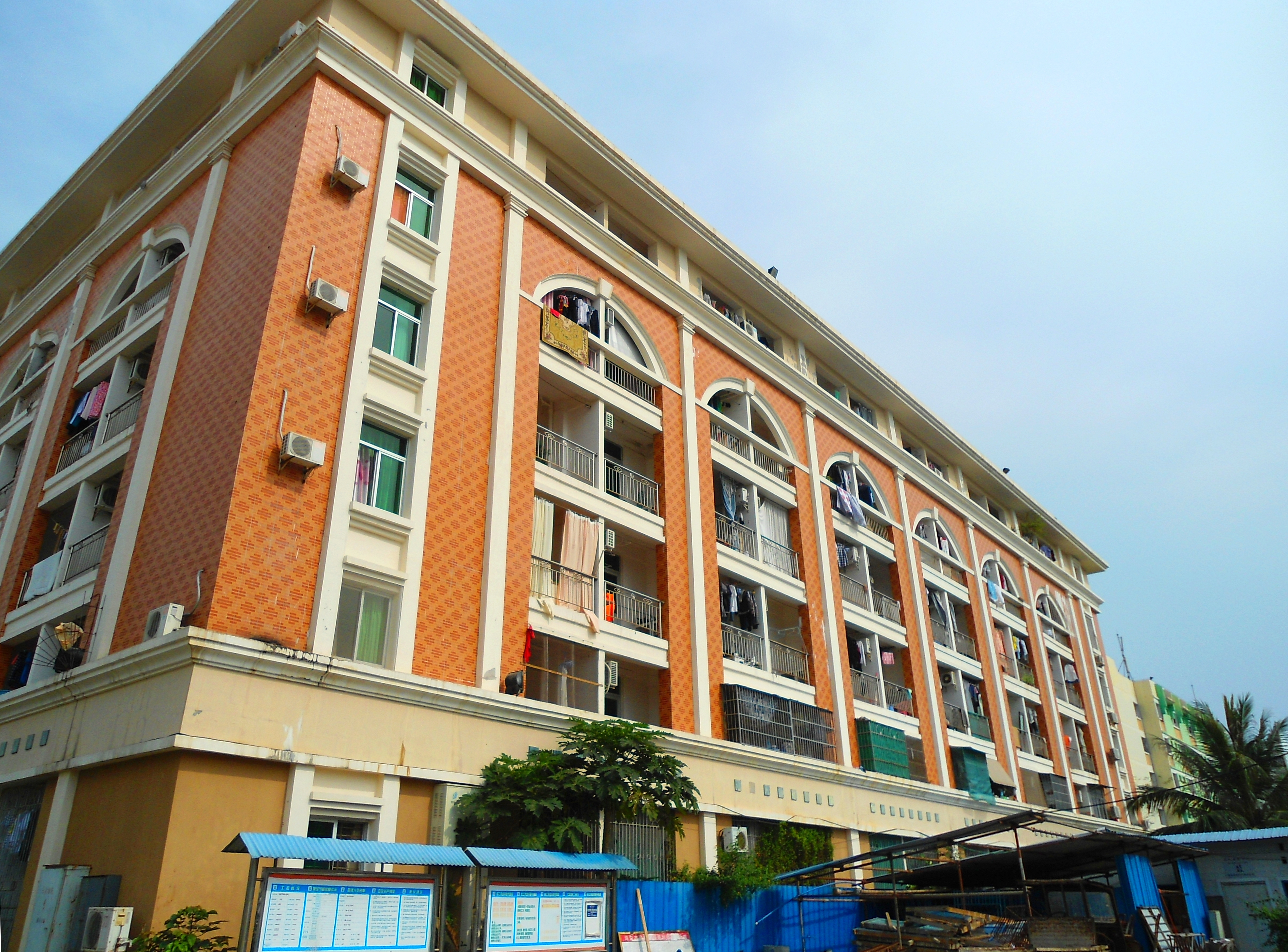
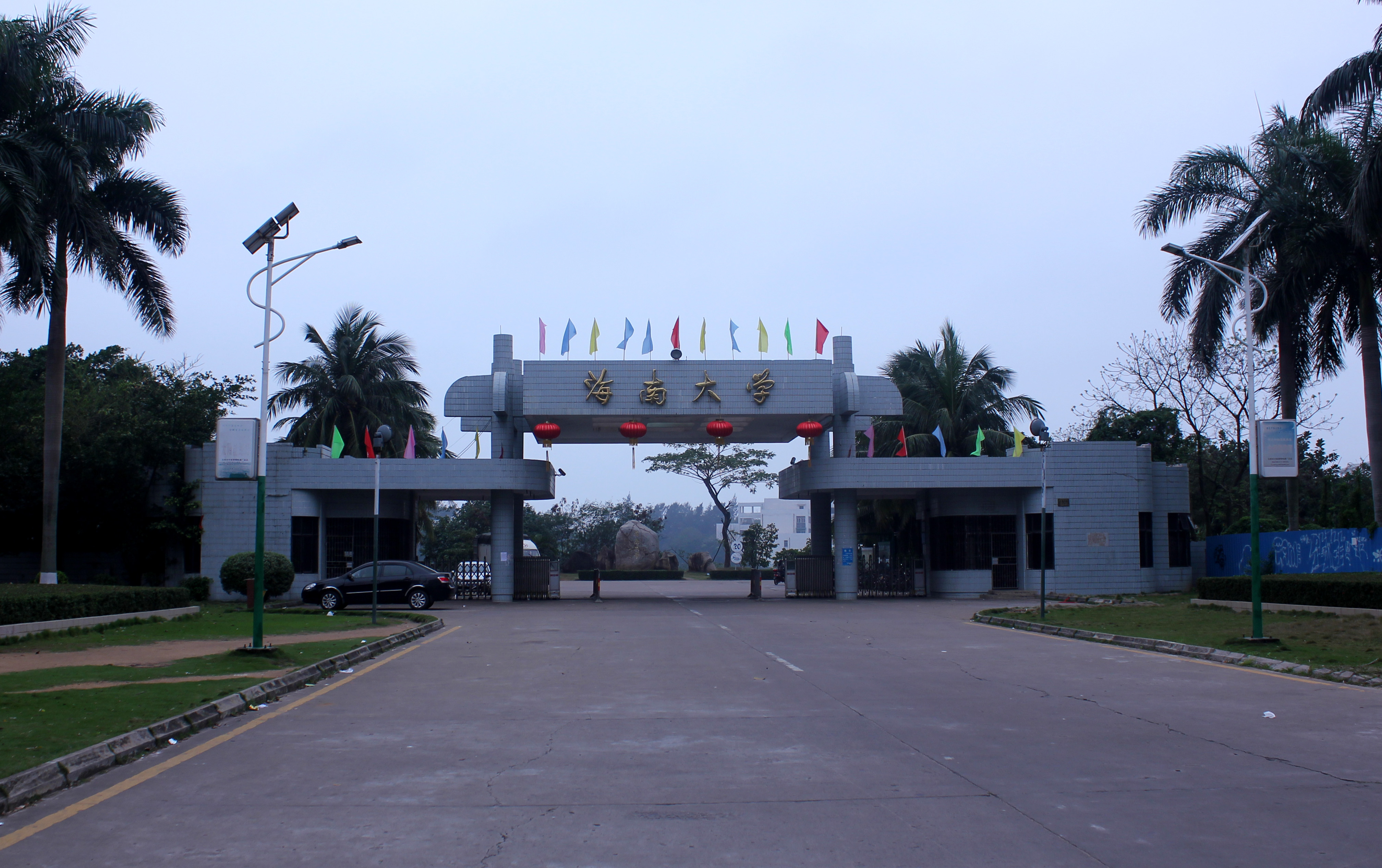
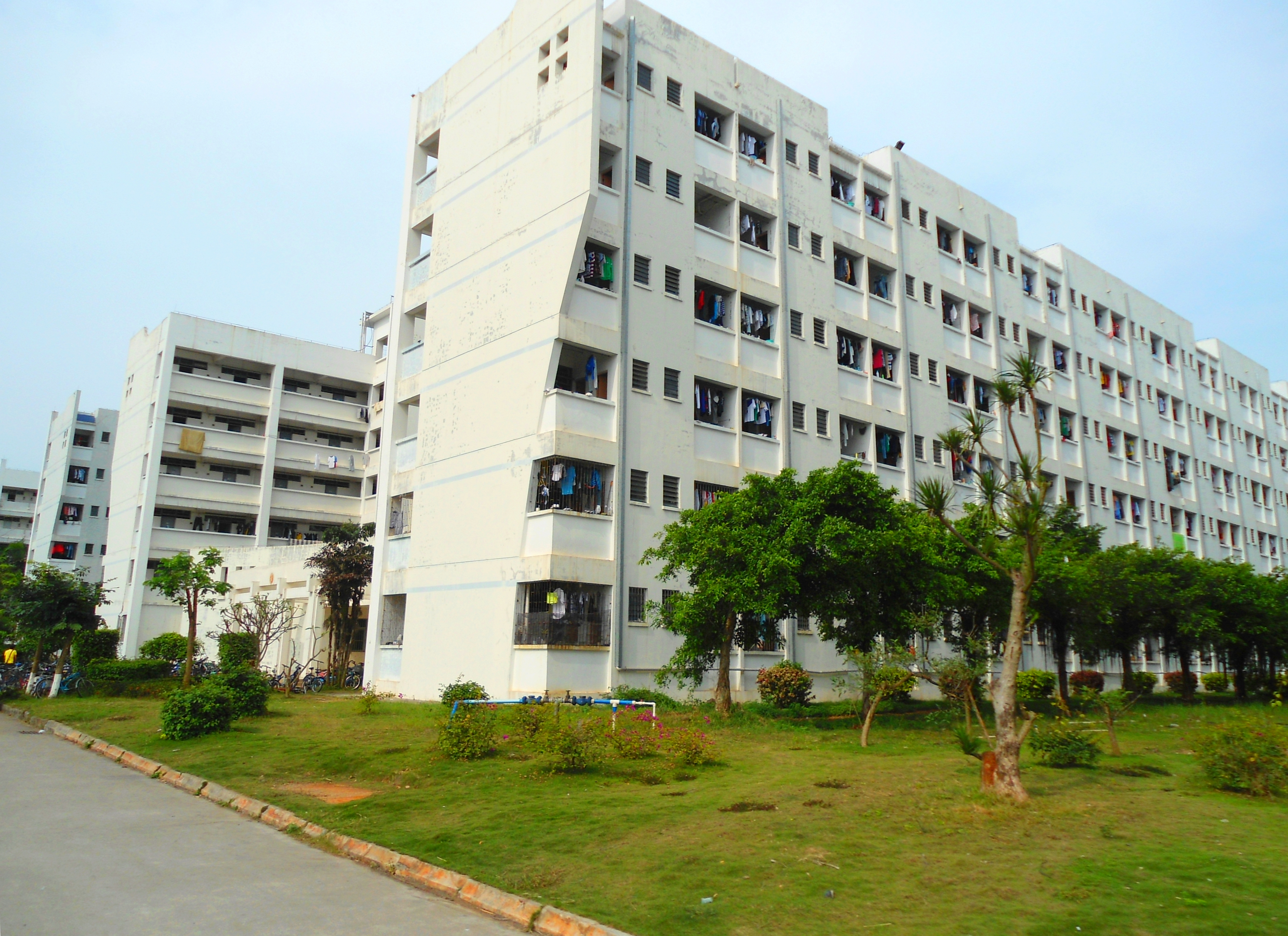
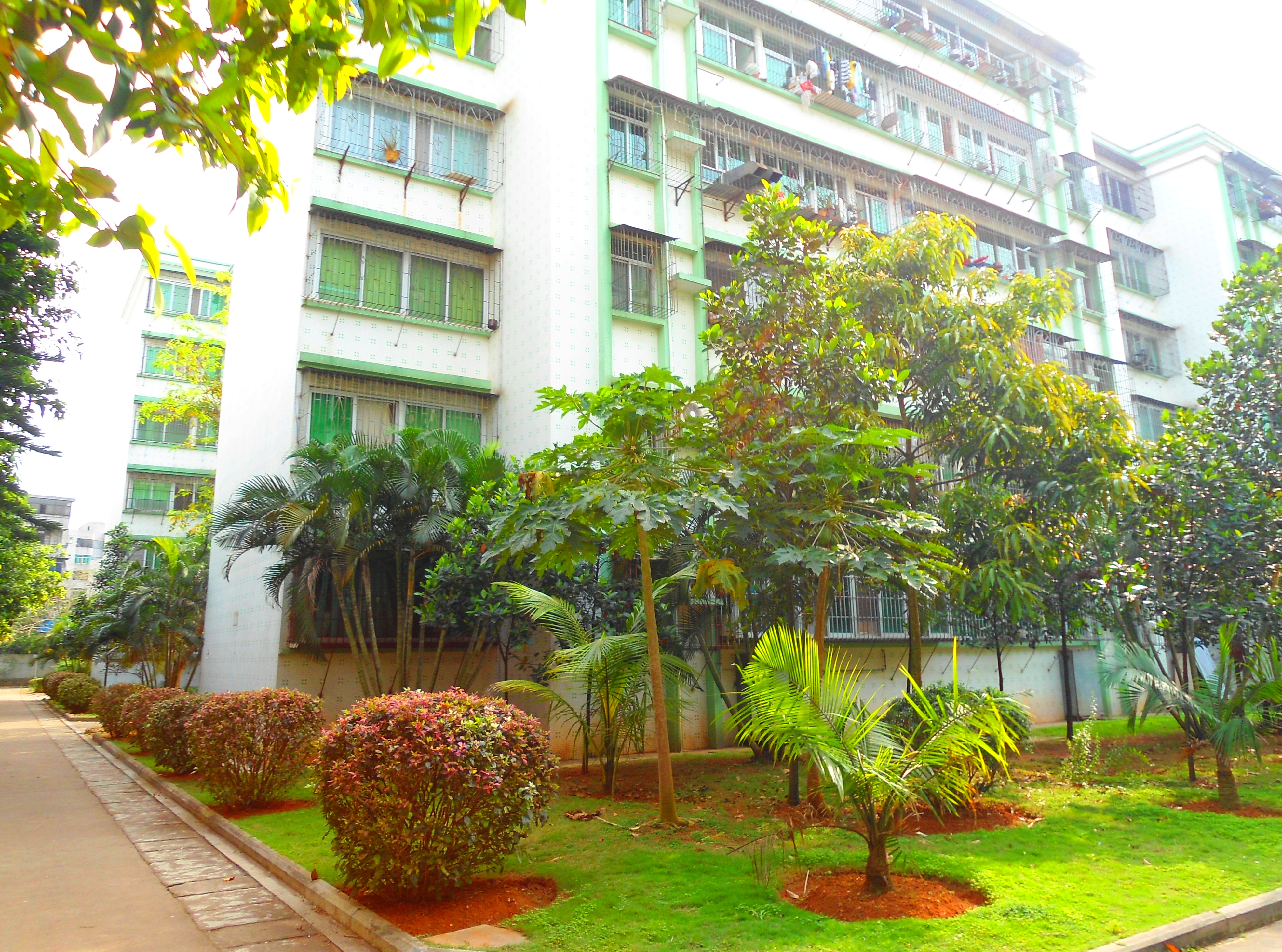

## 外部連結
- 海南大学 （页面存档备份，存于）